# Louis Gutjahr
Louis Gutjahr (* 6. Mai 1847 in Gernsheim; † 11. Juli 1919 in Auerbach) war ein deutscher Unternehmer, der als Generaldirektor die Badische Actiengesellschaft für Rheinschifffahrt und Seetransport leitete und als Wegbereiter der Rheinschifffahrt gilt.

## Leben

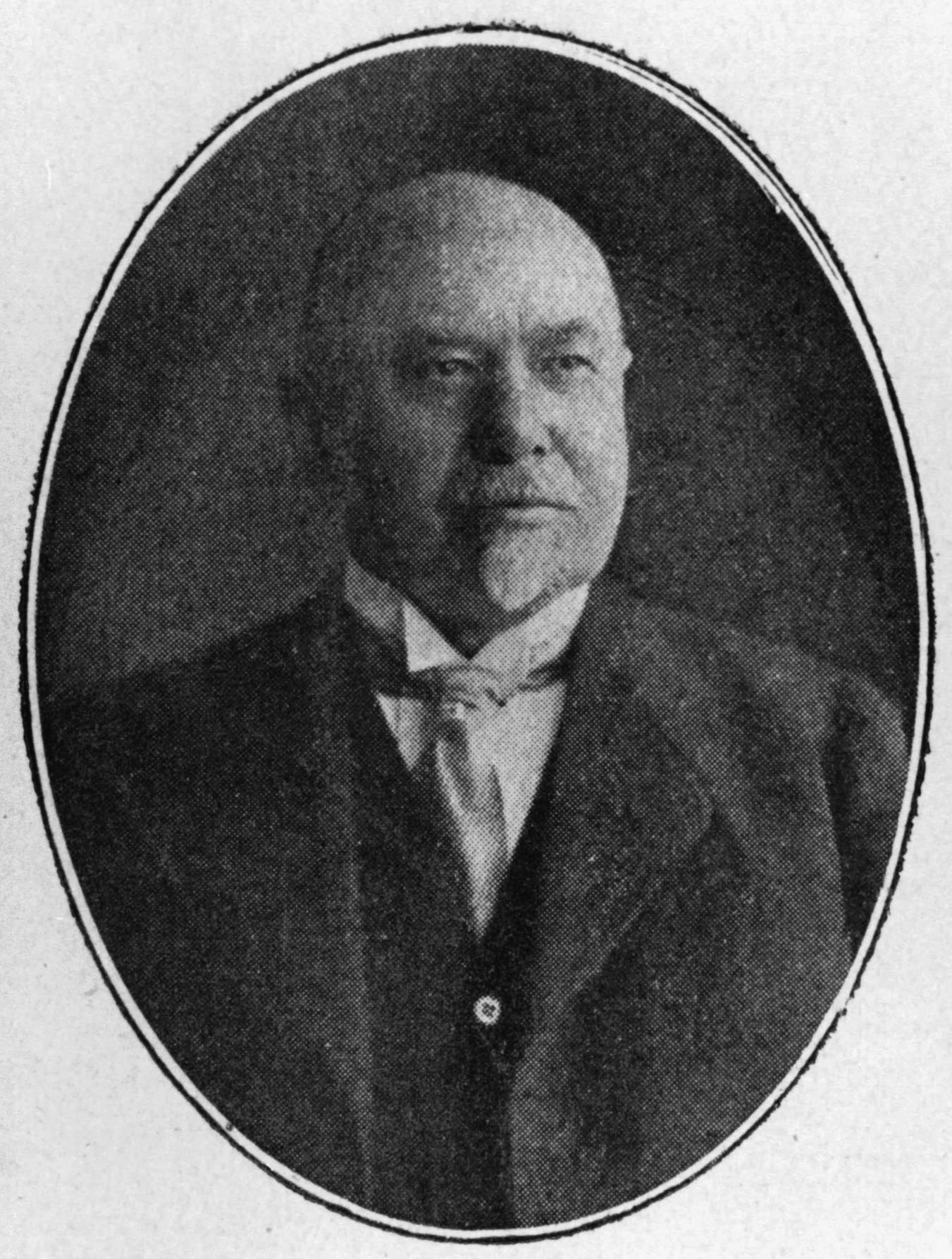
Louis Gutjahr (Bild vom Totenzettel)

Louis Gutjahr wurde als vierter Sohn des Schiffers Heinrich Gutjahr II. und dessen Ehefrau Anna Maria Gutjahr geboren. Er besuchte in seiner Heimatstadt Gernsheim die Volksschule. Nach dem Abschluss der Schule im Jahr 1861 arbeitete er als Schiffsjunge auf dem Holzschiff, das seinem Vater gehörte. Im Jahr 1866 starb sein Vater.
Ab 1868 diente Gutjahr in der Artillerie-Kaserne Bessungen. Im Oktober desselben Jahres begab er sich auf eine Weltreise mit dem niederländischen Regattaschiff „Nestor“. Nach dem Deutsch-Französischen Krieg war er vier Jahre lang Mitarbeiter in der Düsseldorfer Personen-Dampfschifffahrtsgesellschaft. Im Jahre 1875 war Louis Gutjahr als Matrose auf dem Rheindampfer „Elberfeld“ der preußisch-rheinischen Dampfschifffahrt (sog. Köln-Düsseldorfer) zum Rudergänger aufgestiegen. Am 1. Januar 1876 gründete er zusammen mit seinem Bruder Andreas Gutjahr in Mannheim in G7 das Kolonialwarengeschäft Erdelmeyer. Damit war die Firma Louis Gutjahr gegründet. Louis und Andreas Gutjahr beschlossen zusammen mit ihrem Bruder Ignaz, die Schiffsbefrachtung in ihr Geschäft aufzunehmen. Diese erstreckte sich bald auch auf größere Kähne, die nach Rotterdam oder Antwerpen fuhren. Diese Kähne wurden für ganze Schiffsladungen gechartert.

Signet der Badischen Actiengesellschaft für Rheinschifffahrt und Seetransport (mit dem Namen Gutjahr bezeichnet)

Im Jahre 1880 nahm das Unternehmen dann auch die Schifffahrt mit eigenen Schiffen auf. Louis Gutjahr errichtete 1880 die Firma Louis Gutjahr, Schiffer und Schiffsbedarf in Antwerpen, während Andreas und Ignaz Gutjahr die Geschäfte in Mannheim-Ludwigshafen weiterführten. In den folgenden Jahren wurde sehr schnell eine stattliche Flotte (sechs größere Schleppkähne und zwei Schleppdampfer) gebaut. Im Jahre 1887 wurde die Badische Actiengesellschaft für Rheinschifffahrt und Seetransport gegründet.
Die Schiffsflotte wurde durch Neubauten bedeutend vergrößert. Zuerst wurden eigene Ein- und Ausladevorrichtungen und große Getreidelagerhäuser und Werfthallen in Mannheim, Ludwigshafen am Rhein, später auch eigene Ladeplätze in Antwerpen und Rotterdam geschaffen. Zwischen Mannheim und den beiden Seehäfen Antwerpen und Rotterdam wurden Eilgüterdienste mit zwei Abfahrten pro Woche und Anschluss an die RedStarLine in Antwerpen und die niederländisch-US-amerikanischen Dampfer der Holland-Amerika-Linie in Rotterdam durchgeführt.
Im April 1899 wurde Louis Gutjahr vom belgischen König Leopold II. zum Chevalier de l'ordre de Leopold ernannt.
Im Jahr 1912 wurde die Badische Actiengesellschaft für Rheinschifffahrt und Seetransport zu einer Interessengemeinschaft mit der Rheinschifffahrt-Actiengesellschaft vorm. Fendel unter Führung des badischen Staates vereinigt.
1913 zog Louis Gutjahr sich in sein Sommerhaus in Auerbach an der hessischen Bergstraße zurück, wo er am 11. Juli 1919 starb.

## Auszeichnungen
- 1899: Ernennung zum Chevalier de l'ordre de Leopold
- 1907: Ernennung zum Kommerzienrat
- 1907: Verleihung der Ehrenbürgerwürde der Stadt Gernsheim